# Olaf Georg Klein
Olaf Georg Klein (* 1955 in Berlin) ist ein deutscher Autor und Coach.

## Leben
Olaf Georg Klein studierte an der Humboldt-Universität zu Berlin Evangelische Theologie mit den Schwerpunkten Philosophie und Psychologie (Diplom 1984). Anschließend arbeitete er bis 1985 an der Evangelischen Akademie Berlin-Brandenburg in der Erwachsenenbildung.
Seit 1986 ist er freischaffender Autor. Er publizierte Bücher, Hörspiele, Erzählungen, Essays und Fachbeiträge. 1989 arbeitete er aktiv im Neuen Forum mit und war Mitglied des Berliner Sprecherrates. Sein Roman Nachzeit erschien 1990 im Thomas-Müller-Verlag in Berlin und wurde 1999 ins amerikanische Englisch übersetzt und in der Northwestern University Press veröffentlicht.
Ab 1990 unternahm er zahlreichen Lese-, Studien- und Vortragsreisen, u. a. in die Schweiz, nach Griechenland, Italien, mehrmals in die USA, nach Frankreich und Indien. 1991 bis 1993 arbeitete er am Forschungsprojekt Mentalität und Mentalitätswandel am Potsdam Kolleg mit.
Seit 1991 ist Olaf Georg Klein neben seiner Arbeit als Autor auch als Coach und Berater tätig.
1994 erschien sein Buch Plötzlich war alles ganz anders. Deutsche Lebenswege im Umbruch, das international große Resonanz hervorrief und wofür er mehrere Auszeichnungsstipendien u. a. vom Berliner Kultursenator erhielt. Als Writer in Residence lehrte Klein 1997 als Gastprofessor am Dickinson College in Pennsylvania/USA.
Seit 2000 arbeitet er als Coach auch auf der Ebene von Top-Führungskräften deutscher und internationaler Unternehmen, vor allem zu den Themen Kommunikation, Konfliktlösung, Mediation und Veränderung.
2001 erschien sein Buch Ihr könnt uns einfach nicht verstehen. Warum Ost- und Westdeutsche aneinander vorbeireden im Eichborn Verlag, das zum Bestseller avancierte.
2004 wurde Olaf Georg Klein Mitglied des PEN-Zentrums Deutschland und war von 2007 bis 2009 Präsidiumsmitglied und Beauftragter des Writers-for-Peace-Committee des P.E.N.
Sein zeit-philosophisches Buch Zeit als Lebenskunst erschien 2007 im Verlag Klaus Wagenbach. 2018 erschien die Phänomenologie Tagebuchschreiben, ebenfalls im Verlag Klaus Wagenbach.
Olaf Georg Klein ist zertifizierter Lehrcoach und Senior Coach und seit 2008 Mitglied im Deutschen Coaching Verband.

### Mitgliedschaften
- seit 1990 Verband Deutscher Schriftsteller
- seit 1991 Paul Tillich Gesellschaft
- seit 1994 Autorenvereinigung Courage gegen Fremdenhass e.V.
- seit 1998 Verein zur Verzögerung der Zeit
- seit 2001 Rotary International
- seit 2002 Deutsche Gesellschaft für Zeitpolitik (Gründungsmitglied)
- seit 2004 PEN-Zentrum Deutschland
- seit 2008 Deutscher Coaching Verband

## Publikationen
Olaf Georg Klein hat Bücher, Essays, Aufsätze, Erzählungen, Hörspiele, Interviews und zahlreiche Artikel in Fachzeitschriften veröffentlicht.

### Bücher
- 1990 – Nachzeit, Thomas Müller Verlag 1990, ISBN 3-910201-02-4.
- 1994 – Plötzlich war alles ganz anders. Deutsche Lebenswege im Umbruch, Kiepenheuer & Witsch 1994, ISBN 3-462-02347-0.
- 1999 – Aftertime, Northwestern University Press 1999, aus dem Deutschen übersetzt von Margot Bettauer Dembo, ISBN 0-8101-1504-2.
- 2001/2009 – Ihr könnt uns einfach nicht verstehen. Warum Ost- und Westdeutsche aneinander vorbeireden, Eichborn Verlag 2001, ISBN 3-8218-3902-3; 10. aktualisierte Auflage erschienen bei Pro-Business-Verlag 2009, ISBN 3-86805-464-2.
- 2007 – Suddenly Everything Was Different, Camden House 2007, aus dem Deutschen übersetzt von Ann McGlashan, ISBN 978-1-57113-369-4.
- 2007/2010 – Zeit als Lebenskunst, Verlag Klaus Wagenbach 2007 (geb.); 2010 (Taschenbuchausgabe WAT632), ISBN 978-3-8031-2632-0.
- 2018 – Tagebuchschreiben, Verlag Klaus Wagenbach 2018, ISBN 978-3-8031-3674-9.

### Essays und Aufsätze
- Niemand kann zweimal über dieselbe Brücke gehen, in: „Aufbruch in eine andere DDR“, Rowohlt Verlag 1989, ISBN 3-499-12607-9.
- Struktur des neidlosen Menschen, in: Ästhetik und Kommunikation, Heft 77, Berlin 1991.
- Über die soziale und mentale Situation von Schriftstellern aus der ehemaligen DDR, Conway, USA 1995, und in: Stint – Zeitschrift für Literatur, Bremen, Heft 19, 1996.
- Gewalt oder Kommunikation – zwei Möglichkeiten des Umgangs mit dem Fremden, in: „Courage gegen Fremdenhaß“, Darge Verlags- und Mediengesellschaft, Berlin 1996.
- Rahmenwechsel – Über den Umgang mit Kunstwerken aus der DDR, in: Volkseigene Bilder, Metropol Verlag, Berlin 1999, ISBN 978-3-932482-21-2.
- Warum Ost- und Westdeutsche aneinander vorbeireden, in: Politik und Zeitgeschichte, Beilage zur Wochenzeitschrift Das Parlament, Heft Nr. B 37-38, September 2002.
- Zeitwissen. Kann die Zeit knapp werden?, in: Nonstop – Texte und Materialien zur Zeitkultur, Verlag Pestalozzianum, Zürich 2009, ISBN 978-3-03755-100-4.
- Zeitwissen, in: Zeitpresse, Klagenfurt 1/2010, ISSN 1813-8713.
- Contact Improvisation und Zeit, in: Zeitpresse, Klagenfurt 2015/16, ISSN 1813-8713.
- Muße, Müßiggang und Tagebuchschreiben, in: Zeitpolitisches Magazin Jahrgang 15, Ausgabe 33

### Erzählungen
- Immer hoffe ich, daß ich nicht mehr aufwache, in: Sinn und Form, Heft 6, Berlin 1993.
- Uns ist so viel verloren gegangen, in: Sinn und Form, Heft 6, Berlin 1993.
- Zwei Hälften einer Stadt, in: „Mancher Abschied ist schön“, hrsg. von Gisela Sept-Hubrich und Astrid Messerschmid, DEAE, Karlsruhe 1994.
- Vorüber, in: „Literatur vor Ort“, hrsg. von Olav Münzberg und Bernd Erich Wöhrle, Argon Verlag, Berlin 1995, ISBN 3-87024-328-7.
- Teure Freundin, in: „Lust und Frust der Verführung“, aus der Reihe Ost-Westlicher Divan, hrsg. von Katrin Rohnstock, Elefanten Press, Berlin 1996, ISBN 3-88520-582-3.
- Erwarten, in: „Der Spagat im Dreieck“, aus der Reihe Ost-Westlicher Divan, hrsg. von Katrin Rohnstock, Elefanten Press, Berlin 1996, ISBN 3-88520-602-1.
- Momentaufnahme, in: „Mit dem Wort am Leben hängen. Reiner Kunze zum 65. Geburtstag“, hrsg. von Marek Zybura, C. Winter Universitätsverlag, Heidelberg 1998, ISBN 3-8253-0775-1.
- Dialoge auf dem Weg nach Santiago, in: „Aufforderung zur Neugier“, hrsg. von Marcus Götz-Guerlin, Wichern Verlag, Berlin 2003, ISBN 978-3-88981-147-9.
- Visionen, Utopien, Hoffnungen und Träume, in: Visionen, Utopien, Hoffnungen und Träume. Ein Geburtstagsbuch für Susanne Schüssler. Verlag Klaus Wagenbach, Berlin 2012

### Hörspiele
- Freiheit und Abschied des Herrn von Kleist, Erstsendung am 21. November 1986, Radio DDR 2.
- Deutscher Alptraum, in: „Kontext“ Heft 4, Berlin 1988.
- Warten auf Antwort, Erstsendung am 1. August 1989, Berliner Rundfunk.

### Interviews
- Tagebuch schreiben – Ein Reich der Freiheit, in: Deutschlandfunk Kultur, am 26. Oktober 2018.
- Tagebuchschreiben – Was gibt uns das?, in: SWR2 – Leben und Gesellschaft, am 19. September 2019.
- Zeit haben und Leben können in einer rasenden Welt, in: Wertvoll, am 9. Mai 2020.

### Fachveröffentlichungen zum Thema Coaching
- Struktur des neidlosen Menschen, in: Ästhetik und Kommunikation, Heft 77, Berlin 1991.l
- Erfolgsgarantie beim Coaching, in: Trainer-Kontakt-Brief, Diekholzen 1996.
- Coaching – Ein Weg, um wichtige Ziele zu erreichen, in: Deutsches Ärzteblatt, Heft 50, 1998.
- Grundlagen, Themen und Methoden eines Coachingprozesses, in: Handbuch Coaching, hrsg. von Christopher Rauen, Göttingen 2000.
- Ein Coach hilft besser führen zu lernen, in: Harvard Businessmanager, 6/2001.
- Warum Ost- und Westdeutsche aneinander vorbeireden, in: Politik und Zeitgeschichte, Beilage zur Wochenzeitschrift Das Parlament, Heft Nr. B 37–38, 2002.
- Selbstcoaching – Chancen und Möglichkeiten im Verhältnis zum Coaching, in: Selbstverwirklichung im Arbeitsleben, Pabst Science Publishers 2003.
- Entwicklung der persönlichen, kognitiven und emotionalen Kompetenz des Coaches, in: Coaching: Zukunft der Branche – Branche der Zukunft, R. v. Decker’s Verlag, Heidelberg 2003.
- Warum Ost- und Westdeutsche aneinander vorbeireden – Auswirkungen interkultureller Kommunikationsunterschiede auf die Beratung, in: Verhaltenstherapie & psychosoziale Praxis, 2/2004, dgvt Verlag, Tübingen 2004.
- Fremd im eigenen Land, in: Harvard Business Manager, 11/2009.
- Was ist ein gutes Coaching und was ein guter Coach?, in: Gute Beratung zwischen Hybris und Bescheidenheit, hrsg. von Helmut Hallier, Berlin 2013, ISBN 978-3-934391-61-1.
- Wer schreibt, der bleibt – Wie selbstreflektierendes Schreiben den Coachingprozess vertieft und nachhaltiger gestaltet, in: Coaching-Magazin, 1/2020.
- Eine Frage der Zeit – Coaching-Interventionen und ihre zeitlichen Dimensionen, in: Coaching-Magazin, 1/2021.